# کوریون هاکوبیان (معمار)
کوریون هاروتیونی هاکوبیان (ارمنی: Կորյուն Հարությունի Հակոբյան؛  زادهٔ ۱۸ اوت ۱۹۰۸ - درگذشته ۱۹ ژانویهٔ ۱۹۹۴) معمار اهل ارمنستان بود.

## زندگی
وی در ۱۸ اوت [سبک قدیمی: ۵ اوت] ۱۹۰۸ در آلکساندراپول به دنیا آمد و از دانشگاه پلی‌تکنیک ارمنستان فارغ‌التحصیل گشت. وی همچنین برندهٔ جوایزی همچون نشان پرچم سرخ کار، نشان جنگ میهنی (درجه یک)، معمار شایسته ارمنستان شوروی، جایزه دولتی ارمنستان شوروی و جایزه دولتی اتحاد شوروی شده است. وی در ۱۹ ژانویهٔ ۱۹۹۴ در سن ۸۵ سالگی در یروان درگذشت و در آرامستان مرکزی ایروان (توخماخ) به خاک سپرده شد.

## نگارخانه

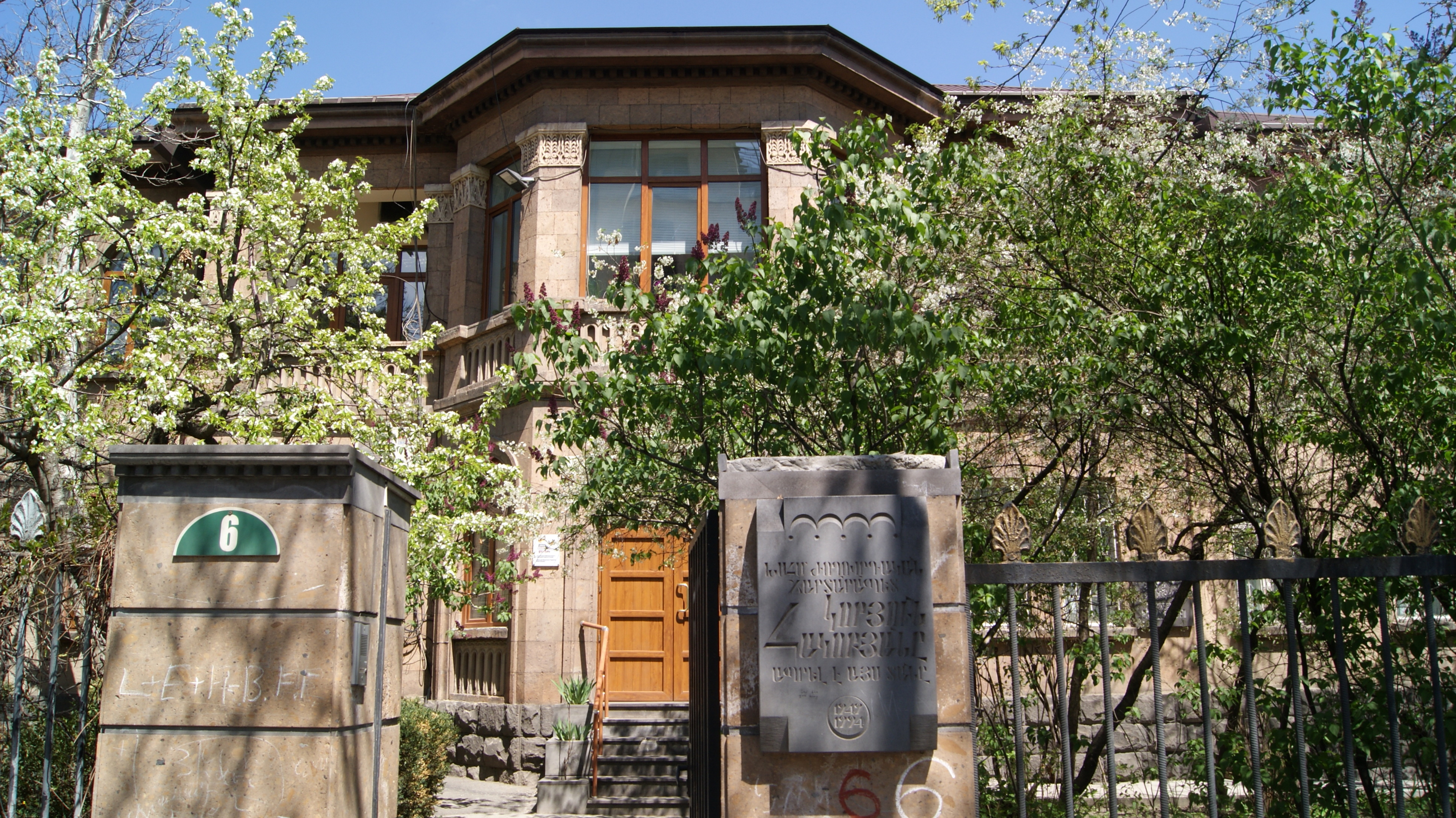
پلاک یادبود کوریون هاکوبیان، خیابان باقرامیان